# Onthophagus beelarong
Onthophagus beelarong là một loài bọ cánh cứng trong họ Bọ hung (Scarabaeidae).